# Mielizna Kopanicka
Mielizna Kopanicka – mielizna Zalewu Szczecińskiego, w jego południowo-zachodniej części. Stanowi pas płycizn przy brzegu Wyspy Refulacyjnej i sięga aż do toru wodnego Świnoujście–Szczecin.
Mielizna w całości należy do gminy Police.